# Stara Bilețkivka, Kremenciuk
Stara Bilețkivka (în ucraineană Стара Білецьківка) este un sat în comuna Bilețkivka din raionul Kremenciuk, regiunea Poltava, Ucraina.

## Demografie
Componența lingvistică a localității Stara Bilețkivka
     Ucraineană (85,04%)
     Rusă (14,53%)
     Alte limbi (0,43%)
Conform recensământului din 2001, majoritatea populației localității Stara Bilețkivka era vorbitoare de ucraineană (85,04%), existând în minoritate și vorbitori de rusă (14,53%).